# Banu Umar
Els Banu Úmar foren una dinastia amaziga arabitzada, d'origen hawwara, que va governar a Girga i l'Alt Egipte.
Alguns grups hawwara arabitzats foren establerts a l'Alt Egipte per Barquq en 1380-1381 i el seu cap, Ismaïl ibn Mazin va rebre l'iqtà de Girga. El va succeir Úmar, epònim de clan dels Banu Úmar, mort el 1396/1397. El clan va governar la regió durant dos segles. A Úmar el va succeir Muhàmmad Abu-s-Sunun, sota el qual es va desenvolupar l'agricultura; el 1412/1413 els Banu Úmar van atacar i devastar Assuan, que pertanyia als Banu l-Kanz, clan àrab-nubi. Els Banu Úmar i els Banu l-Kanz estaven supeditats al governador mameluc de Kus i Akhmim, que va existir fins a la conquesta otomana el 1517 i llavors Alí ibn Úmar, cap dels hawwara, va ser reconegut com a governador de l'Alt Egipte. Aquest govern va durar uns 60 anys fins que el 1576 el govern fou suprimit i el govern concedit a Sulayman Bey, d'origen incert. En endavant van romandre supeditats a governadors otomans.